# Кременчуг (Молдова)
Кременчуг (рум. Cremenciug) — село в Сорокском районе Молдавии. Является административным центром коммуны Кременчуг, включающей также сёла Ливезь, Собар и Валя.

## География
Село расположено на высоте 60 метров над уровнем моря.

## Население
По данным переписи населения 2004 года, в селе Кременчуг проживает 638 человек (287 мужчин, 351 женщина).
Этнический состав села:
| Национальность | Число жителей | Процентный состав |
| -------------- | ------------- | ----------------- |
| молдаване      | 628           | 98,43             |
| украинцы       | 7             | 1,1               |
| русские        | 1             | 0,16              |
| румыны         | 1             | 0,16              |
| прочие         | 1             | 0,16              |
| Всего          | 638           | 100 %             |